# Audi RS2
Az Audi RS2 Avant egy limitált kiadású nagy teljesítményű kombiautó az Auditól, amelyet 1994-től 1996-ig árusítottak. Az Audi a Porschével együtt fejlesztette, és az Audi 80 Avant alapjaira építették. Ez volt a cég első "RS" elnevezésű modellje, és az első nagy teljesítményű kombija. ezt követte az S6, S6+ RS6 RS4 és társai. Az Audi által kifejlesztett akkor legerősebb motorral szerelték fel, turbófeltöltéses, soros elrendezésű 5 hengeres 20 szelepes motor. A motor némiképpen a rallyban legendás sikereket elért S1-es quattro-ban lévő motor alapjaira épül, mint a torsen differenciálmű is. Az autót eredetileg az Audi gyártotta le, majd a Porsche végezte el a szükséges átalakításokat.
Jóllehet néhány darab kivételével sosem exportálták Európán kívülre, az RS2 jelentős rajongótábort gyűjtött. A cégnek ez a modellje alapozta meg az Audinak a nagy teljesítményű de ennek ellenére jól hasznosítható autók előállításában elért tapasztalatot. A kombi karosszériája, a négykerék-meghajtása alkalmassá tette még nehéz időjárási körülmények közötti használatra is.
Az RS2 utóda az Audi RS4.

## Történet
Az RS2 az Audi és a Porsche közötti együttműködés eredménye, és az Audi 80 Avant alapjaira építették, és egy 2,2 literes, turbós motorral látták el, aminek jelentősen megnövelték a teljesítményét, 315 lóerőre, amit 6500-as fordulatszámon adott le. Jóllehet a tervezés és a módosítások nagy részét az Audi végezte el, a gyártás kézzel történt a Porsche Zuffenhausen-i gyárában, ami a Mercedes E500 gyártása után szabad kapacitást tudott biztosítani az Audi számára.
Mint a jármű legtöbb része, az Auditól származott, de a motoron a Porsche jelentős változtatásokat hajtott végre. Az eredeti KKK turbófeltöltőt egy nagyobbra cserélte, nagy teljesítményű töltőlevegő hűtőt és nagynyomású injektort szereltek a motorba, továbbá egy teljesen újratervezett vezérműtengelyt, egy még hatékonyabb indítómotort, és egy kisnyomású kipufogó rendszert kapott az eredeti helyébe. Ezen kívül egy új tervezésű Bosch motorelektronika vezérelte a motort. A 6 fokozatú váltómű és az Audi négykerék-meghajtása változatlan maradt.
A motor átalakításán kívül egy teljesen új első légterelőt is kapott az autó, amibe a beleintegrált indexek az akkor 911-es Carrera (993-as sorozat) idézte, jelezve a Porsche kapcsolatot. A Carreráról nem csak ezt a design elemet de a külső tükröket, az 5 küllős 1 részes felniket és a teljes fékrendszert is átemelték. Hátul (a 911-eshez hasonlóan) összekötötték egy piros elemmel a lámpasort, és az eredetileg ott lévő rendszámtábla tartót leköltöztették a lökhárítóra. A belső térben a kagylóülés és a fehér hátlapú műszeregységek növelték a sportos hangulatot.
Ekkora teljesítménnyel az autó a 0–100 km-es gyorsulást 4,8 másodperc alatt teljesítette és a végsebessége elérte az elektronikusan szabályzott 263 km/órát, annak ellenére, hogy a tömege meghaladta az 1600 kg-ot. 1995-ben a brit Autocar magazin szerkesztői közúton próbálták ki a 0-48 km/óra gyorsulást a McLaren F1 és Jacques Villeneuve Formula–1-es autója ellen, és az RS2 mindkét autó ellen győzött. Még a modern autókkal összehasonlítva is kitűnő a teljesítménye, ugyanúgy gyorsul, mint a C5-ös generációjú Chevrolet Corvette, vagy egy tizeddel később éri el a 100 km/órát, mint a 996-os generációjú Porsche 911-es.
Az Audi eredetileg 2200 darabot tervezett gyártani, de a nagy érdeklődés miatt végül 2890 darabot gyártott le. Ebből 180 darab volt jobbkormányos, ezeket Angliában értékesítették. Az Audi ekkor gyártotta az S2-est is, ami kombiként, kupéként és szedánként is elérhető volt, és a motorjuk 2,2 literes, 220 lóerős volt, és ezekből összesen 306 darab kelt el.